# Phyllomacromia melania
Phyllomacromia melania là một loài chuồn chuồn ngô thuộc họ Corduliidae. Nó được tìm thấy ở Angola, Cameroon, Cộng hòa Congo, Cộng hòa Dân chủ Congo, Guinea Xích Đạo, Gabon, Ghana, Guinea, Kenya, Liberia, Malawi, Nigeria, Sierra Leone, Tanzania, Uganda, có thể Botswana, có thể Burundi, có thể Bờ Biển Ngà, có thể Gambia, có thể Mali, có thể Mozambique, có thể Namibia, có thể Senegal, có thể Nam Phi, có thể Sudan, có thể Togo, có thể Zambia, và có thể Zimbabwe. Các môi trường sống tự nhiên của chúng là các khu rừng ẩm ướt đất thấp nhiệt đới hoặc cận nhiệt đới, sông, hồ nước ngọt có nước theo mùa, và đầm nước ngọt có nước theo mùa.